# Non, je ne regrette rien
«Non, je ne regrette rien» (с фр. — «Нет, я не жалею ни о чём») — французская песня, написанная в 1956 году, которая обрела наибольшую популярность в исполнении Эдит Пиаф (в записи от 10 ноября 1960 года). Композитор — Шарль Дюмон, автор текста — Мишель Вокер. Песня была записана в стереофоническом формате, что по тем временам было редкостью.

## Посвящение Легиону
Композиция была посвящена Иностранному легиону и стала полковой песней 1-го иностранного парашютно-десантного полка, который в 1961 году был расформирован за участие в неудачном путче генералов. Навсегда покидая свои казармы в Зеральде, легионеры пели «Я ни о чём не жалею».

## Записи и исполнители
Кроме Пиаф песню исполняли Мирей Матьё, Элейн Пейдж, Тина Арена, Изабель Буле, Патрисия Каас, Марк Лавуан, Далида (в том числе на итальянском и испанском), Псой Короленко, Тамара Гвердцители (в том числе на русском), Азиза, Bad Boys Blue (на английском).

## Использование в популярной культуре
- Песня звучит в фильмах «Начало»[3] (продолжительность фильма в 2 часа 28 минут — это отсылка к первой студийной записи «Non, je ne regrette rien», которая длилась 2 минуты 28 секунд[4]), «Мечтатели»[5], «Жизнь в розовом цвете» и других. По данным сайта IMDb, «Non, je ne regrette rien» звучит в 128 фильмах[6]
- В припеве песни Frühling in Paris группы Rammstein присутствуют слова «Non! Rien de rien… Non! Je ne regrette rien». Также на альбоме ToyZ группы Cinema Bizarre есть песня с названием «Je ne regrette rien» и соответствующей строкой в тексте
- Группа «Jane Air» использовала фрагмент песни в конце композиции «2004 год»
- В телефильме «Семнадцать мгновений весны» песня звучит как музыкальная иллюстрация к воспоминаниям Штирлица о Париже, хотя во время войны песня ещё не была написана[7]